# Alhagi canescens
Alhagi canescens är en ärtväxtart som först beskrevs av Eduard August von Regel, och fick sitt nu gällande namn av B.Keller och K.K. Shaparenko. Alhagi canescens ingår i släktet Alhagi och familjen ärtväxter. Inga underarter finns listade i Catalogue of Life.